# Et Trekløver
Et Trekløver er en dansk stum filmfarce produceret af Nordisk Films Kompagni og instrueret af Eduard Schnedler-Sørensen efter manuskript af Georg Abkjær.
Filmen havde premiere den 24. marts 1912 i Biograf-Theatret under titlen Et Trekløver. Nordisk Film havde givet filmen titlen De Ægtemænd, og andre biografer viste filmen som Et nydeligt Trekløver. Nordisk Film kaldte filmen Die Ehemänner i tysktalende lande og Three Married Men i Storbritannien.

## Handling
Tre mænd med hustruer spiser en hyggelig middag med gibbernakkere i en villa i Klampenborg, men selskabet er lidt kedeligt med madammerne og med teologen Søllesens tilstedeværelse. De tre mænd finder på diverse påskud for at forlade selskabet for så i stedet at mødes på Dyrehavsbakken, hvor de har det festlig. Damerne aner imidlertid uråd og får Søllesen til at køre dem til Bakken, hvor de finder mændene i festligt lag. Mændene bliver hentet hjem igen af damerne.

## Medvirkende
- Carl Alstrup som Slagtermester
- Frederik Buch, som Urtekræmmer og grosserer
- Lauritz Olsen som Smørgrosserer
- Nicolai Brechling, som præsten Søllesen
- Julie Henriksen
- Ellen Kornbeck